# 아이리스 장

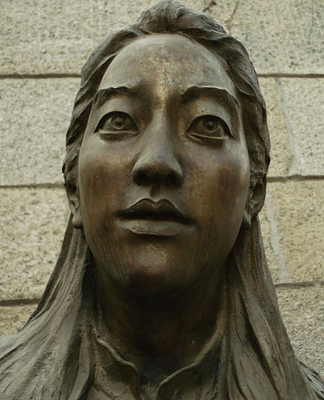
난징대학살 기념관에 전시된 아이리스 장의 동상

아이리스 장 또는 아이리스 순루 장(Iris Chang 아이리스 챙[*], 중국어 간체자: 张纯如, 정체자: 張純如, 병음: Zhāng Chúnrú 장춘루[*], 1968년 3월 28일 ~ 2004년 11월 9일)은 중국계 미국인 역사가이자 작가이다. 그녀는 난징 대학살을 주제로 저술한 1997년 베스트셀러 《난징의 강간》으로 유명하다. 아이리스 장은 일본 극우 세력들로부터 수 차례 협박을 당해 정신적 고통을 받는 끝에 2004년 11월 9일 권총 자살로 생을 마감했다. 아이리스 장은 2007년에 출간된 전기인 《아이리스 장을 찾아서》와 역시 같은 해에 발표된 다큐멘타리 필름인 《난징의 강간》에서 주제로 다뤄지기도 하다.

## 생애
아이리스 장은 제2차 세계대전 당시 미국으로 이민 온 교수 부모 사이에서 1968년 미국 뉴저지주 프린스턴에서 태어났다. 그녀의 부모는 중국본토 출신으로 난징 대학살을 피해 타이완으로 피신한 후, 미국에 정착하였다. 장은 일리노이주 어바나에서 자랐으며, 1985년 같은 주 어바나시에 있는 일리노이 대학 부속 고등학교를 졸업하였다. 장은 1989년 일리노이주 일리노이 대학교 어배너-섐페인에서 신문방송학으로 학사 졸업하였다. 존스 홉킨스 대학교의 작문 전공으로 석사 학위를 받은 뒤, 뉴욕 타임즈에서 어배너-섐페인 주재 프리랜서 작가로 일했는데, 1년간 6개의 표지에 해당되는 분량의 기사를 썼다. AP와 시카고 트리뷴에서 잠시 동안 일한 뒤, 아이리스 장은 작가로서 경력을 시작하였고, 강의를 하거나, 다양한 잡지를 위해 기사를 작성하였다. 그녀는 대학 시절에 만난 브레톤 더글라스와 결혼하여 아들인 크리스토퍼를 낳았다. 아이리스 장은 그녀의 생애 말년에 캘리포니아주 산호세에서 살았다.

## 작품
아이리스 장은 역사 분야에서 아시아인과 중국계 미국인들의 경험을 담은 세권의 책을 펴냈다. 그녀의 첫 번째 책은 1995년에 발표된 《Thread of the Silkworm (한국제목: 중국 로켓의 아버지 첸쉐썬)》로, 1950년대 매카시즘 광풍이 불던 시기, 중국인 교수인 첸쉐썬의 실제 이야기를 그린다. 비록 치엔 박사가 NASA의 제트 추진 연구소의 설립자 중의 한 명이었으며, 수년간 미군이 나치 독일 출신인 과학자들에게서 비밀 정보를 털어놓게끔 도왔지만, 그는 갑자기 스파이, 미국의 공산당의 일원으로 모함을 받고, 1950년에서 1955년 동안 가택에 감금되었다. 치엔 박사는 1955년 9월 프레지던트 클리브랜드 상선을 타고, 중화인민공화국으로 떠났다. 중국으로 돌아온 후, 치엔 박사는 둥펑 미사일과 후에 실크웜 미사일을 발전시켰다. 후자는 역설적으로 걸프 전쟁, 2003년 이라크 전쟁에서 일어난 이라크 군대의 미국군 공격에 사용되었다.
아이리스 장의 두 번째 책인 《난징의 강간, 세계 제2차 대전의 잊혀진 홀로코스트》가 1997년 난징 대학살 60주년을 기념으로 발간되었으며, 부분적으로는 그녀의 조부모가 그 학살을 피해 탈추했던 이야기서 영감을 받았다. 이 책은 중일 전쟁 동안 일본군의 무력에 의해 중국인들에게 자행된 잔혹한 범죄행위를 담고있다. 난징의 강간은 일부에서 일본군의 잔학성을 세세히 노출한다는 찬사와 동시에, 다른 한편에서 부정확한 사실을 담는다고 주장하며 비난하였다. 이 책이 출간된 뒤, 아이리스 장은 일본 정부가 전쟁 기간 동안 일본군이 행한 범죄를 사과해야하고, 보상금을 지불해야한다고 캠페인을 열었다. 《난징의 강간》은 일본군의 악랄한 범죄 그 자체를 처음으로 영어로 논픽션으로 쓴 책으로 여겨지며, 뉴욕 타임즈 베스트셀러 목록에서 10주간 지속되었다. 이책을 기초로 미국의 다큐멘타리 필름인 《난징》이 2007년에 발표되었다.
아이리스 장의 세 번째 책인 《미국의 중국인》(2003년)은 중국계 미국인의 역사로 중국계 미국인들이 영원히 이방인으로 취급당했다고 주장한다. 그녀의 이전 작품의 스타일에 일관적으로, 이 책은 개인적인 해석에 의존하며, 각각의 이야기에서 강한 감정적인 내용이 그려진다. 그녀는 “오늘날의 미국은 중국 소수 민족의 성과없이는 지금과 같은 미국이 될 수 없었을 것이며, 중국 혈통을 지닌 모든 미국 유명인사의 얼굴에 흠집을 내려한다. 그들의 업적이 훌륭해도, 미국사회에 그들의 공헌이 크더라도 실상 그들 모두는 한가지 혹은 다른 점에서 정체성에 대해 질문받는다는 것을 발견하게 될 것이다.”라고 말했다.

## 유명 인사
아이리스 장이 작가로 성공하면서, 대중적인 인사로 인식된다. 그녀는 《난징의 강간》으로 대변인, 인터뷰 대상, 그리고 더 넓게는 일본 정부가 중국 침략시 희생자들에게 보상금을 충분히 지불하지 않았다는 의견의 대변자가 요구되었다. 미국에서 《난징의 강간》이 발간된 지 바로 뒤에, 미국 내에서 정치적인 문제로 떠올랐다. 아이리스 장은 1997년에 일본 정부가 전쟁 범죄에 사과를 하도록 하도록 제기된 의회결의문의 주요한 홍보인 중 한명이 되어, 1999년 영부인인 힐러리 클린턴을 만나 그 문제를 상의하였다.

## 사망
공식 사인으로는 2004년 11월 9일 자살이라 보도되었다. 1996년 난징대학살을 고발한 논픽션 난징의 강간(The Rape of Nanking)을 출간한 후 일본 극우 세력으로부터 협박, 시달림을 당해왔다. 아이리스 장은 일본 극우 세력으로부터 협박을 수차례 받아 줄곧 공포속에서 생활해왔고 심한 우울증에 시달려 정신과 치료를 받다가 결국 2004년 11월 9일 권총 자살로 생을 마감했다.

## 같이 보기
- 난징의 강간
- 난징 대학살